# Enric VII del Sacre Imperi Romanogermànic
Enric VII (en alemany: Heinrich; en italià: Arrigo), (1275-1313) va ser Rei dels Romans de 1308 a 1312, i emperador del Sacre Imperi Romanogermànic a partir de 1312.
El primer dels tres emperadors de la casa Casa de Luxemburg, quan va ser coronat havien passat 62 anys des de l'últim emperador Frederic II. Va treballar per fer resorgir el poder imperial enfrontant-se al papat i a la monarquia francesa.

## Biografia
Va néixer vers l'any 1275 a Valenciennes, fill del comte Enric VI de Luxemburg i Beatriu d'Avesnes. A la mort del seu pare el 1288 va heretar el comtat de Luxemburg. Com a vassalls del rei de França, la seva llengua materna era el francès i fou educat a la cavalleria gal·la, però Enric va governar de forma força independent i aconseguint èxits notables. El 1292 es va casar amb Margarida de Brabant, amb qui tindria tres fills, acabant així amb l'enemistat entre les dues respectices cases que durava des de la batalla de Worringen.
L'any 1308 el rei Albert I dels Habsburg va morir assassinat i es van reunir a Frankfurt els set prínceps electors del regne per tal d'escollir el seu successor. Els set electors eren:

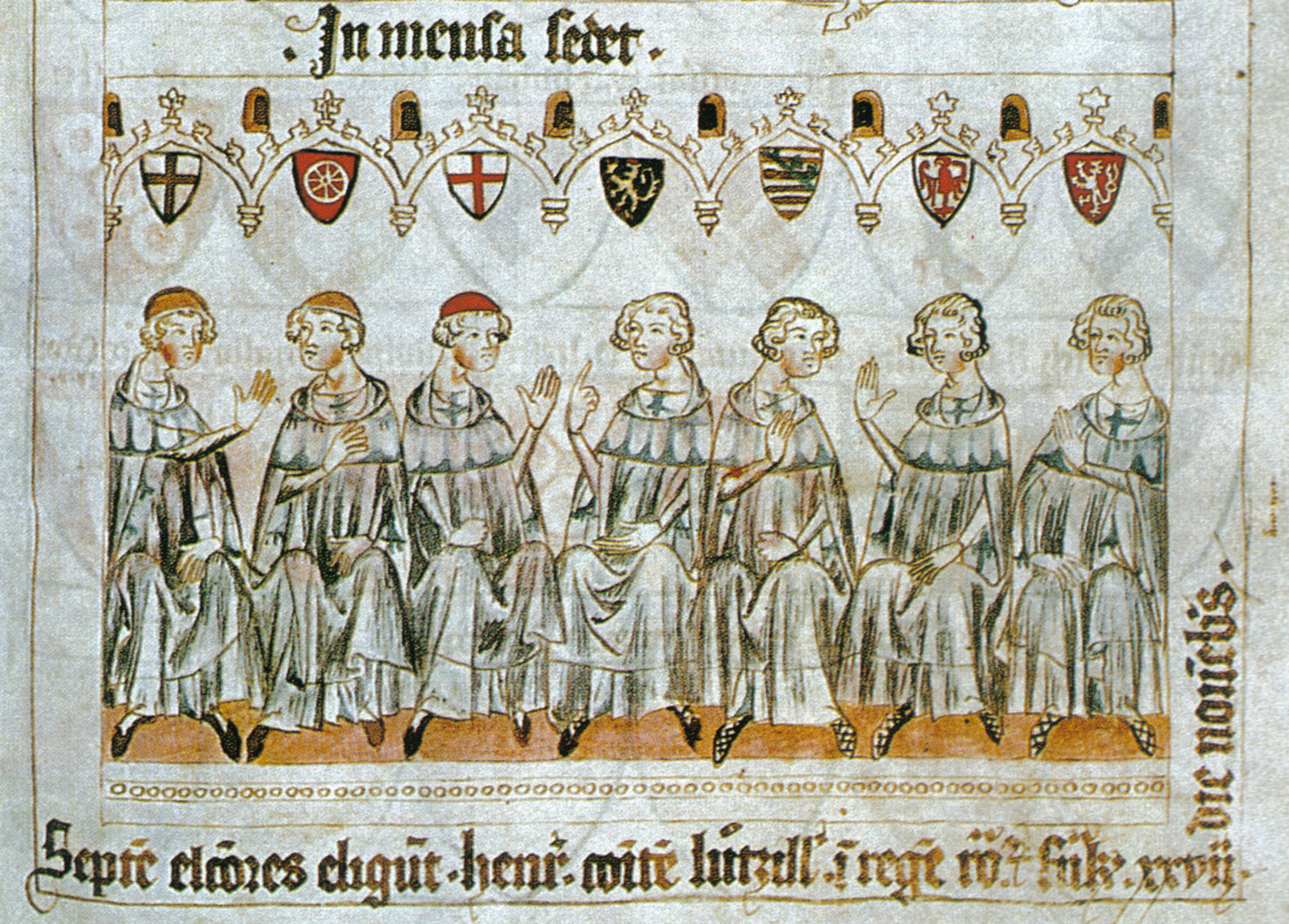
Els set electors, identificables pels escuts: d'esquerra a dreta són els arquebisbes de Colònia, Magúncia i Trèveris, el comte palatí del Rin, el duc de Saxònia, el marcgravi de Brandenburg i el rei de Bohèmia.

- L'arquebisbe de Colònia Enric de Virneburg
- L'arquebisbe de Magúncia Pere d'Aspelt
- L'arquebisbe de Trèveris Balduí de Luxemburg
- El comte palatí del Rin Rodolf I
- El duc de Saxònia Rodolf I
- El marcgravi de Brandenburg Waldemar
- El rei de Bohèmia Enric I de Bohèmia

L'elecció d'Enric de Luxemburg va ser una sorpresa, ja que el candidat amb més opcions era el fill del rei de França Carles de Valois. L'elecció d'Enric s'ha interpretat com una reacció anti-francesa per evitar que la monarquia germana caigués sota el control de França, però sens dubte també hi tingué el paper important que entre els electors s'hi trobés el seu germà Balduí de Luxemburg.
Poc després de ser coronat rei d'Alemanya, el 15 d'agost de 1309, Enric va anunciar la seva intenció de dirigir-se a Roma per ser coronat emperador. El títol que havia estat vacant des de la mort de Frederic II el 1250. Aconseguiria el seu objectiu el 29 de juny de 1312, can seria coronat a Roma pels llegats papals de Climent V (que s'havia traslladat a Avinyó).
El 1310 va aconseguir que el seu fill Joan de Luxemburg fos escollit rei de Bohèmia. La Casa de Luxemburg es mantingué en el tron bohemi durant més d'un segle.
Com a emperador tenia la intenció de restituir la glòria de l'antic Sacre Imperi, i de fet va aconseguir recuperar el poder imperial en parts del nord d'Itàlia, lluitant contra la ciutat rebel de Florència. També es va enfrontar amb el rei Robert de Nàpols i amb el Papa Climent V. Quan es dirigia a fer una campanya de càstig contra Robert per la seva deslleialtat (tècnicament era vassall d'Enric), va morir prop de Siena, el 24 d'agost de 1313.
Després de la mort d'Enric, dos rivals, Lluís de Baviera de la casa Wittelsbach i Frederic el Bell de la casa d'Habsburg, van reclamar la corona. La disputa va culminar el 28 de setembre de 1322 a la Batalla de Mühldorf, en la que Lluís resultà vencedor.

## Família

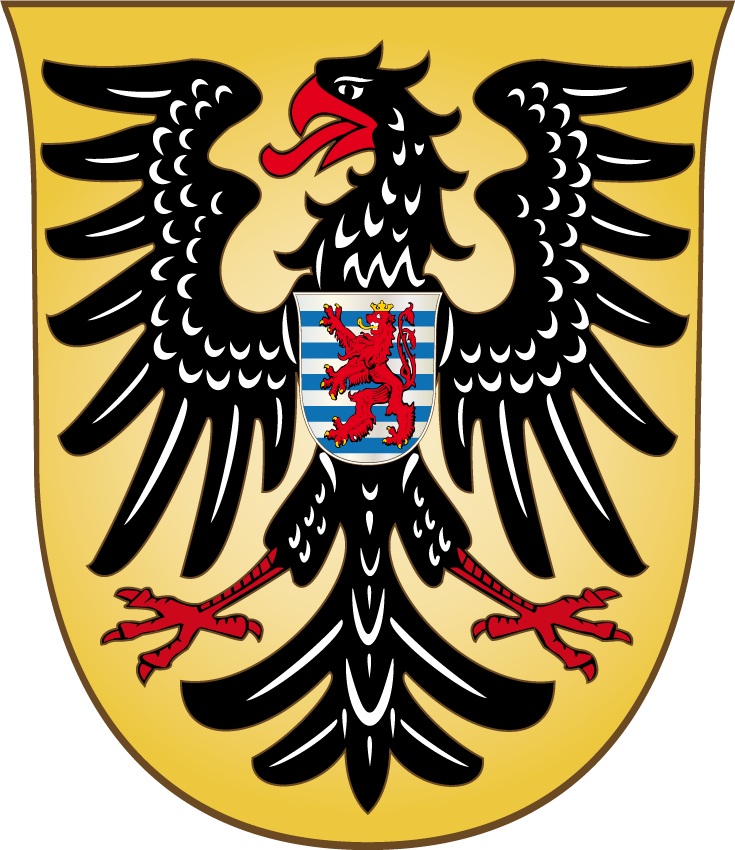
Armes personals, formades per l'àguila del Sacre Imperi amb les armes de Luxemburg a l'escussó.

### Avantpassats
|  |                             |  |  |  |  |  |  |  |  |  |  |  |  |  |  |  |
|  | 8. Waleran III de Limburg   |  |  |  |  |  |  |  |  |  |  |  |  |  |  |  |
|  |                             |  |  |  |  |  |  |  |  |  |  |  |  |  |  |  |
|  |                             |  |  |  |  |  |  |  |  |  |  |  |  |  |  |  |
|  | 4. Enric V de Luxemburg     |  |  |  |  |  |  |  |  |  |  |  |  |  |  |  |
|  |                             |  |  |  |  |  |  |  |  |  |  |  |  |  |  |  |
|  |                             |  |  |  |  |  |  |  |  |  |  |  |  |  |  |  |
|  | 9. Ermessenda de Luxembourg |  |  |  |  |  |  |  |  |  |  |  |  |  |  |  |
|  |                             |  |  |  |  |  |  |  |  |  |  |  |  |  |  |  |
|  |                             |  |  |  |  |  |  |  |  |  |  |  |  |  |  |  |
|  | 2. Enric VI de Luxemburg    |  |  |  |  |  |  |  |  |  |  |  |  |  |  |  |
|  |                             |  |  |  |  |  |  |  |  |  |  |  |  |  |  |  |
|  |                             |  |  |  |  |  |  |  |  |  |  |  |  |  |  |  |
|  | 5. Margarida de Bar-le-Duc  |  |  |  |  |  |  |  |  |  |  |  |  |  |  |  |
|  |                             |  |  |  |  |  |  |  |  |  |  |  |  |  |  |  |
|  |                             |  |  |  |  |  |  |  |  |  |  |  |  |  |  |  |
|  | 1. Enric VII, emperador     |  |  |  |  |  |  |  |  |  |  |  |  |  |  |  |
|  |                             |  |  |  |  |  |  |  |  |  |  |  |  |  |  |  |
|  |                             |  |  |  |  |  |  |  |  |  |  |  |  |  |  |  |
|  | 12. Bouchard IV d'Avesnes   |  |  |  |  |  |  |  |  |  |  |  |  |  |  |  |
|  |                             |  |  |  |  |  |  |  |  |  |  |  |  |  |  |  |
|  |                             |  |  |  |  |  |  |  |  |  |  |  |  |  |  |  |
|  | 6. Balduí d'Avesnes         |  |  |  |  |  |  |  |  |  |  |  |  |  |  |  |
|  |                             |  |  |  |  |  |  |  |  |  |  |  |  |  |  |  |
|  |                             |  |  |  |  |  |  |  |  |  |  |  |  |  |  |  |
|  | 13. Margarida II de Flandes |  |  |  |  |  |  |  |  |  |  |  |  |  |  |  |
|  |                             |  |  |  |  |  |  |  |  |  |  |  |  |  |  |  |
|  |                             |  |  |  |  |  |  |  |  |  |  |  |  |  |  |  |
|  | 3. Beatriu d'Avesnes        |  |  |  |  |  |  |  |  |  |  |  |  |  |  |  |
|  |                             |  |  |  |  |  |  |  |  |  |  |  |  |  |  |  |
|  |                             |  |  |  |  |  |  |  |  |  |  |  |  |  |  |  |

### Núpcies i descendents
Va casar-se a Tervuren el 9 de juliol de 1292 amb Margarida de Brabant, filla del duc Joan I de Bravant, amb la que fou pare de:
- Joan de Luxemburg (10 d'agost de 1296 - 26 d'agost de 1346).
- Maria (1304 - 26 de març de 1324), casada a París el 21 de setembre de 1322 amb el rei Carles IV de França.
- Beatriu (1305-11 de novembre de 1319), cadada el 1318 amb el rei Carles I d'Hongria.